# 宁波市安康医院
宁波市安康医院隶属于宁波市公安局。该医院门诊部位于浙江省宁波市奉化区西环路。该医院是一所安康医院，是对危害社会治安的精神病人依法进行强制医疗的专门机构。同时，该医院也对社会开放。2010年1月1日起，该医院享受市级医院报销待遇。此外，该医院还承担精神疾病司法鉴定工作。

## 简介
该医院原名宁波市公安局安康医院，后改名为宁波市安康医院。该院内设有”宁波市安康医院司法鉴定所“,负责精神疾病司法鉴定工作。
2014年10月10日，奉化市（现奉化区）第一家精神病院奉化市精神病院（现奉化区精神病院）在宁波市安康医院举行挂牌仪式。